# Créatures de Half-Life
 (octobre 2013).
Si vous disposez d'ouvrages ou d'articles de référence ou si vous connaissez des sites web de qualité traitant du thème abordé ici, merci de compléter l'article en donnant les références utiles à sa vérifiabilité et en les liant à la section « Notes et références ».
Les créatures de Half-Life, célèbre série de jeux vidéo, sont d’origine extraterrestre.

## Xenofaune
Xen est un monde extraterrestre. Les créatures de ce monde sont appelées créatures xeniennes, xénomorphes ou encore xenofaune. 

### Écosystème
Les astéroïdes de Xen renferment une grande variété d’espèces animales et végétales. Si Xen constitue leur écosystème originel, toutes ces espèces ont été déplacées ailleurs et ont été forcées de se sauver ailleurs pour échapper à leurs ennemis,.
Quelques espèces, comme les barnacles, bullsquid et houndeyes, semblent occuper des niches écologiques semblables à celles des animaux terrestres malgré une anatomie et une physiologie peu communes. De leur côté, les crabes de tête (ou headcrabs) visibles dans le Centre de recherche de Black Mesa sont adultes mais leur forme juvénile est rencontrée sur Xen. Ils sont enfantés par un autre résident de Xen, le Gonarch, monstre géant de 6 mètres. 
D’autres créatures sont difficilement classifiables. De nombreuses tiges luminescentes non mobiles apparaissent dans tout Xen. Elles se rétractent et s’éteignent à l’approche du joueur et, comme pour d’autres espèces, il est difficile de définir s’il s’agit d’animaux ou de végétaux. Le paysage de Xen comporte également d’étranges structures ressemblant à des arbres tentaculiformes. Inoffensifs à première vue, ils se balancent doucement jusqu’à l’approche d’une quelconque proie qu’ils poignardent alors vicieusement. Il pourrait s'agir d'un équivalent extraterrestre de certaines espèces de plantes carnivores existant sur Terre, telle la dionée attrape-mouche.
Plus évoluées, des espèces telles que les Controllers et les Vortigaunts semblent attester d’une civilisation extraterrestre avancée. Les espèces comme les Alien Grunts et les Gargantuas pourraient alors former le bras militaire de cette civilisation. Si ces espèces diffèrent de nombreuses manières, elles partagent une morphologie commune incluant un troisième membre apparemment vestigial au centre de leur thorax et de leur bouche à ouverture verticale, suggérant qu’il pourrait s’agir d’espèces étroitement liées. À la fin de Half-Life, le joueur découvre que cette civilisation est commandée par un cerveau central, le Nihilanth.
Fréquents sur Xen et occasionnels à Black Mesa (où ils servent de transport aux Alien Grunts), des organismes similaires à des raies manta sont souvent rencontrés glissant dans le vide. Ces créatures vivent sous deux formes : l’une avec une tête  « divisée » et une double queue, l’autre avec une tête arrondie et une queue simple. Elles semblent suivre des plans de vol prédéfinis et scriptés et ne réagissent pas aux attaques ou aux contacts avec d’autres organismes. Cependant, elles peuvent émettre un rayon d’énergie et l’une des raies à double-queue a été vue attaquant un avion V-22 Osprey dans la cinématique d’ouverture de Half-Life: Opposing Force. Il n’est pas certain que ces raies soient vraiment des créatures vivantes ou des machines de guerre issues d’une biotechnologie avancée (comme celle employé par le Cartel).
Dans la séquence de fin de Half-Life, et dans plusieurs niveaux de Blue Shift, plusieurs sortes de créatures volantes sont observables, émettant des sons apaisants et se déplaçant rapidement en bande entre les différents îlots flottants de Xen. Elles n’ont aucune incidence sur le jeu, et font juste partie du décor durant le voyage que fait Gordon Freeman après sa capture par le G-Man. Ils sont désignés sous le nom de « boids », probablement en référence à Boids, une simulation de vie sur le comportement des oiseaux.
Les espèces les plus évoluées de ce monde ont toutes un troisième membre vestigial sur le thorax, ce qui laisserait entendre qu’elles descendraient d’une même lignée.

### Espèces primitives

#### Barnacles
Pour les articles homonymes, voir Barnacle.
Les Barnacles, dont la morphologie s’inspire de celle des pouce-pieds (Goose Barnacle en anglais), s’accrochent habituellement au plafond de grottes ou d’installations et laissent pendouiller leur longue langue collante. Ils attendent alors que leur langue touche une proie pour l’enrouler autour et l’attirer jusqu’à leur gueule garnie de dents. La langue n’est pas capable de reconnaître si la proie est comestible ou non, c’est au niveau de la bouche que la reconnaissance s’effectue, il est ainsi facile de les leurrer en leur lançant des objets. Cependant leur langue est extrêmement puissante et peut facilement soulever un humain qui semble incapable de résister à leur ascension irrémédiable bien qu’il soit encore clairement en vie.
Les barnacles sont des ennemis relativement peu résistants, quelques balles suffisent à les éliminer. De plus, leur immobilité en font un danger mineur une fois leur présence identifiée, puisque le principal risque est de se faire surprendre par leur langue peu visible. Dans ce cas-là, il suffit de les éliminer rapidement avant qu’ils ne remontent le joueur jusqu’à leur bouche. Une technique bien connue consiste à se laisser attraper et remonter par le barnacle et d’attendre d’être à proximité de ses crochets pour lui asséner un coup de pied-de-biche, le tuant sur le coup. À sa mort, le barnacle régurgite les os et autres restes de ses récentes victimes.
Bien que les barnacles puissent être trouvés dans les environnements les plus divers, ils semblent avoir une préférence pour les milieux humides. Un fait curieux est que s’ils pullulent dans le Centre de Recherche de Black Mesa, ils se font bien plus rares sur Xen, leur habitat d’origine. Cela dit, on sait que les barnacles sont fixés de manière permanente et très solidement à leur support, comme en témoigne le fait qu’ils restent attachés une fois morts. Cependant, leur mode de reproduction est inconnu, tout comme leurs méthodes d’occupation du milieu et d’attache aux plafonds. Les vrais barnacles passent par différents stades larvaires et utilisent l’océan pour se disperser mais un tel cycle de vie n’est jamais observé chez les barnacles de Half-Life. Dans Half-Life 2, les barnacles possèdent une « seconde bouche » utilisée pour manger la proie, une fois mort cette autre bouche ressort et pend à l’extérieur. 
Malgré leur intelligence primaire, les barnacles possèdent l’étrange capacité de s’attacher aux plafonds élevés au-dessus de passages fréquentés bien que certains semblent se poster dans des recoins où il est peu susceptible qu’une proie passe. Comme les vrais barnacles, ils vivent en groupes ou en colonies et certaines zones traversées dans le jeu sont ainsi peuplées par un grand nombre de barnacles. Ils ne semblent pas en compétition les uns avec les autres.
Dans l’extension Opposing Force, le joueur apprend que les scientifiques de Black Mesa ont réussi à détacher un barnacle sans le tuer, malgré un taux d’échec élevé. Le joueur utilise ensuite ce barnacle comme arme ou comme grappin, exploitant l’affinité de la langue pour la matière organique.
Dans Half-Life 2, les barnacles mettent un court instant pour différencier une denrée comestible d’une non comestible. En conséquence, des objets comme des barils, des planches ou des pneus peuvent être utilisés pour distraire le barnacle et permettre au joueur de passer. De la même façon, un baril explosif allumé au bon moment peut détruire le barnacle qui l’agrippe (le fait qu’un objet soit en feu ne semble d’ailleurs pas dissuader un barnacle de l’agripper) ainsi que les barnacles à proximité. Il semble également que le barnacle essaye d’enrouler sa langue autour de sa cible assez fortement pour lui casser les os et la tuer. Des proies diverses comme les oiseaux, les membres de la Résistance ou les soldats du Cartel meurent avant même d’atteindre la bouche, simplement par le fait d’avoir été attrapés. Il semble que le barnacle brise la nuque de ses victimes en enroulant sa langue autour de leur cou. Gordon Freeman n’est pas affecté par les tentatives de concassage de la langue, sûrement grâce à sa combinaison HEV qui protège également son cou. Une autre explication possible serait que la langue possède un effet incapacitant sur la proie du barnacle par le biais d’un certain poison, ou encore que le barnacle brise la colonne vertébrale de ses victimes, ce qui expliquerait pourquoi la proie ne peut se débattre et meurt avant d’être consommée et aussi pourquoi Freeman n’est pas affecté par cela (toujours grâce au HEV). Il est plus vraisemblable que la terreur ou la stupeur paralyse les victimes, car les militaires à Black Mesa ne se défendent pas malgré une armure de combat au moins aussi performante que le HEV. De plus, un gilet pare-balles suffit pour ne pas se faire tuer, comme en témoigne le fait que Barney Calhoun peut encore agir quand il se fait attraper (Blue Shift).
Il est à noter la façon dont le barnacle réagit avec un Zontel (un soldat du Cartel zombifié par un crabe de tête) dans Half-Life 2: Episode One : après avoir capturé le zombi, le barnacle mange uniquement le crabe de tête accroché au corps, le reste du corps étant rejeté. Pourtant, les corps des soldats du Cartel non zombifiés sont consommés entièrement. Cela mettrait en évidence le dégoût du barnacle pour la chair en décomposition, concordant avec leur rejet des cadavres que peut leur jeter le joueur.

#### Bullsquids
Le Bullsquid mesure environ un mètre de haut et deux mètres de large. Le tronc porte deux courtes jambes en position sagittale et une queue puissante taillée en pointe. La distinction entre la tête et le tronc est peu évidente. La tête porte un œil de chaque côté et surtout une couronne de tentacules rouges qui entoure la bouche et demeure la partie la plus visible de la créature. Ces tentacules servent essentiellement à la chasse et leur couleur rouge vient probablement du fait qu’ils sont imprégnés par le sang de leurs victimes. En plus de cela, la tendance des bullsquids à charger leur proie a abouti au mot-valise qui constitue leur nom (bull signifie taureau et squid calmar en anglais).
Sa peau est d’une couleur brun sable recouverte sur le dos de taches noires. La queue, également tachetée, comporte en plus de chaque côté des taches différentes de celles sur son dos. Ces taches ressemblent un peu aux yeux de la créature et pourraient donc être une technique de mimétisme pour confondre les prédateurs potentiels. La peau de la créature semble gluante, un peu comme celle d’une grenouille.
Les bullsquids semblent capables de vivre, voire de prospérer, dans les environnements inamicaux voire toxiques aux humains comme les égouts et les bassins de déchets radioactifs, chimiques ou biologiques. Dans leur monde natal, Xen, les bullsquids sont parfois trouvés près des étangs d’un liquide inconnu qui a des propriétés curatives chez l’homme.
Les bullsquids semblent avoir la notion de territoire et sont souvent vus attaquant les autres créatures voire des membres de leur propre espèce. Dans Half-Life, ils attaquent particulièrement les crabes de tête qu’ils tuent jusqu’au dernier. Pour attaquer, les bullsquids peuvent donner des coups de queue ou utiliser leurs tentacules. De plus, ils peuvent « cracher » sur de longues distances une substance toxique.
Bien que très territoriaux, les bullsquids semblent être plus dociles dans leur monde d’origine, Xen. Lorsqu’ils sont aperçus dans le liquide mystérieux qui soigne les humains, les bullsquids n’attaquent pas et se contentent de regarder le joueur lorsque celui-ci passe à proximité (même si celui-ci les attaque).
Avec le Pack Haute Définition, plusieurs points de l’aspect des bullsquids se trouvent modifiés. Chacun des tentacules autour de la bouche porte désormais une griffe à son extrémité. La queue porte également une griffe à son extrémité (cela permet de mieux expliquer les lourds dégâts occasionnés par ses coups de queue). Les taches à la forme d’œil sur la queue ont disparu et les yeux sont devenus noirs et brillants par opposition à leur couleur blanche et plutôt terne originale.
Le bullsquid est référé en tant que « bullchicken » dans la console du jeu, qui est son nom dans la version bêta.
Le guide officiel Raising the Bar explique que les bullsquids devaient être visibles ou du moins mentionnés durant Half-Life 2. Dans les versions bêta du jeu, les bullsquids semblaient prévus pour attaquer le joueur dans l’eau. Leur couleur de peau avait changé pour devenir bordeaux foncé tandis qu’une texture alternative les rendait vert pâle.
À noter qu’Eli Vance aurait perdu sa jambe à la suite de l’attaque d’un bullsquid.

#### Chumtoads
Les Chumtoads sont une espèce extraterrestre initialement inventée pour le premier Half-Life mais qui n’est finalement apparue qu’en tant que caméo à une reprise dans Half-Life: Opposing Force et à deux dans Half-Life: Blue Shift. Les chumtoads sont de petites créatures originaires de Xen à la morphologie similaire à celle des crapauds. Leur vulnérabilité en fait certainement une proie de choix pour de nombreux prédateurs. Pour ces raisons, leur nom est un mot-valise entre « chum » (appât en anglais) et « toad » (crapaud). Ils peuvent être caractérisés par leur peau pourpre, leur énorme œil unique, les pointes sur leur dos et leur langue bleue.
À la différence de la plupart des créatures de Xen, les chumtoads ne sont pas dangereux pour les humains. Ils tendent à flâner sur les rochers jusqu’à être menacés, auquel cas ils peuvent se téléporter et disparaissant dans un souffle pourpre. Les chumtoads sont les seules créatures de Xen dont l’énergie de téléportation n’est pas verte.
Les chumtoads peuvent aussi nager et sauter très haut s’ils sont effrayés. Ils sont aussi connus pour faire le mort pour tromper leur prédateur en se roulant sur le dos et en se contractant violemment. De plus, ils semblent pouvoir émettre des coassements, mais aucun son n’a été donné au chumtoad dans Half-Life.
Dans le chapitre « Point Focal » d’Half-Life: Blue Shift, peu après son arrivée sur Xen, Barney Calhoun entre dans une galerie de tunnels étroits remplis de crabes de tête. Avant d’en sortir, il passe dans une grande caverne avec un bassin très profond en son centre. Tout au fond de ce bassin, entre un rocher et trois plantes de Xen, une petite fente dans la roche de la caverne émet des bulles d’air. Après avoir élargi le trou, le joueur peut entrer dans une petite caverne à l’air libre. Dans cette tanière reposent trois chumtoads au milieu des plantes et des nids de snarks, illuminés par les cristaux de Xen. Les créatures disparaissent une fois approchées. Il n’est pas dit si cette tanière est un habitat typique du chumtoad mais, de par sa nature cachée, ce repaire à chumtoads est considéré comme un œuf de Pâques.
Le chumtoad apparaît une fois dans Half-Life: Opposing Force, au début du chapitre «  Nous Ne Sommes Pas Seuls ». En tirant 25 fois (quelle que soit l’arme) sur une grille de ventilation au-dessus des portes blindées, la grille se casse et un chumtoad caché tombe.
Dans le chapitre « Insécurité » de Half-Life: Blue Shift, en tirant 68 fois sur le carton dans le casier de Calhoun, celui-ci se casse et révèle un chumtoad caché.
Contrairement à ceux dans la tanière de Xen, les chumtoads ne se téléportent pas dans ces deux cas.
Le chumtoad devait à l’origine être un appât que le joueur aurait pu utiliser pour leurrer ou distraire les autres extraterrestres. Cette idée ne fut jamais développée et le chumtoad fut supprimé du jeu. Cependant, le modèle inutilisé fut inclus dans les fichiers du jeu et codé comme étant un objet. À la place d’un appât, cette version servit comme arme. Docile avant d’être capturé, le chumtoad aurait attaqué tout ce qui bouge une fois relâché, incluant les ennemis et le joueur si aucune autre cible n’est présente. Ce rôle fut finalement attribué aux snarks.
Avant de se nommer « chumtoad », d’autres noms ont été auparavant attribués à la créature comme « chubtoad » et « choad ». Les fichiers sources du chumtoad inclus dans le Half-Life SDK le référencent comme « chubtoad ». 
À en juger par une texture disponible, le chumtoad devait avoir par le passé six yeux au lieu d’un seul et sa couleur pouvait varier et être verte, orange ou bleue.
La présence du chumtoad dans les fichiers du jeu lui a permis de finalement apparaître par le biais des nombreux mods non officiels d’Half-Life. Par exemple, dans Sven Co-op, où un chumtoad surnommé « Chubby the Chumtoad » apparaît dans plusieurs niveaux. Ou encore dans Poke 646, où il est appelé « explod-a-toad » et où il sécrète une flaque pourpre pour marquer son territoire ; lorsque quelqu’un marche dans ce liquide, le chumtoad explose.

#### Crabes de tête
Les crabes de tête (ou Headcrab en version originale) sont des créatures parasites qui cherchent à s’accrocher à la tête de leur victime afin de la transformer progressivement en zombie. Les crabes de tête existent sous plusieurs formes et sont les ennemis les plus communs de l’univers Half-Life. Les Gonarchs sont de gigantesques crabes de tête qui font office de « mère ». Ces créatures peuvent créer une multitude de « bébé » crabes de tête très rapidement. Un seul Gonarch (connu sous le nom de « Big Mama ») est rencontré dans toute la série, il est combattu sur Xen par Gordon Freeman dans Half-Life au chapitre « l’Antre du Gonarch » où il fait office de boss.

#### Larves de fourmis-lions
La forme larvaire des fourmis-lions devait d’abord être présente dans une version bêta de Half-Life 2 mais ne fut pas retenue pour la version finale. Elles apparaissent finalement dans Episode Two, et vivent dans les caves parmi les autres fourmilions. Elles se trouvent surtout contre les parois de ces grottes, mais il semblerait qu’elles se forment dans de grandes alvéoles. Elles peuvent également guérir les personnes qui les écrasent (volontairement ou pas) ou les tuent, en libérant une petite boule fluorescente (c’est elle qui permet au larves d’éclairer les parois de leur environnement). Lorsqu’une de ces larves est tuée, les fourmilions alentour peuvent le détecter. Il faut donc choisir entre soin et sécurité.

#### Fourmis-lions
Les fourmis-lions (ou Antlions en version anglaise, Ant voulant dire fourmi en anglais) vivent dans de gigantesques ruches souterraines dans des sols meubles comme le sable et pourraient suivre un schéma semblables à celui des fourmis. Leurs œufs seraient ainsi pondus par de gigantesques reines mères fourmilions et il existerait un système de castes avec ouvrières, gardes… Les fourmilions sont extrêmement agressifs envers tous ceux qui pénètrent sur leur territoire, notamment en période de reproduction. Ils possèdent un système d’écholocation très sensible qui leur permet de repérer toute vibration (comme les bruits de pas) dans le sol. Les fourmilions ne supportent pas l’eau et peuvent se noyer rapidement. Avec l’arrivée de la faune xenienne sur Terre, les fourmilions ont envahi les plages et se sont aisément étendus dans une grande partie des sols suffisamment meubles.
Le mode de reproduction des fourmilions est inconnu mais il est possible qu’ils suivent le même schéma que celui des insectes sociaux comme les abeilles et les fourmis. Si les fourmilions ont une préférence pour les sols meubles comme le sable, ils n’ont autrement que peu de points communs avec les vrais fourmilions et ont opté pour l’assaut direct plutôt que chasser la proie passivement avec des pièges. 
Le long du littoral, des machines du Cartel appelées « Restricteurs de périmètre », et surnommées « Marteleurs » (ou Thumpers en anglais) par les résistants, permettent de garantir certaines zones de la présence de fourmilions. En martelant le sol en permanence avec une poutre métallique, les vibrations produites dans le sol éloignent les fourmilions qui y sont très sensibles. Des restricteurs à grande échelle apparaissent autour du périmètre de Nova Prospekt. Ceux-ci pourraient être inspirés des machines utilisées dans Dune pour attirer les vers géants du désert.
Dans Half-Life 2: Episode Two, le joueur rencontre des fourmis-lions appelés acides-lions qui sont capables de cracher une substance toxique à l'instar des Bullsquids.

##### Gardes fourmis-Lions
Bien plus gros et plus forts, les Myrmidons (myrmidont giganticus) commandent et contrôlent les fourmilions. Leur attaque principale est de charger la cible avec leur tête ou de simplement donner un coup de tête si la cible est à portée. Tout objet dans le champ de vision du myrmidon est projeté sur les ennemis.
Freeman rencontre un myrmidon au cours de son trajet le long de la côte. Après l’avoir vaincu, un vortigaunt extrait les phéropodes du corps de la créature. Les phéropodes contiennent en fait les phéromones de la créature qui permettent à Freeman d’être identifié comme un myrmidon par les autres fourmilions. En plus de l’immuniser contre leurs attaques, les phéropodes permettent à Freeman de contrôler les fourmilions. Jeté à un endroit, le phéropode éclate et libère ses phéromones qui attirent les fourmilions des alentours. C’est par ce stratagème que Freeman prend d’assaut Nova Prospekt en submergeant les gardes attaqués de tous côtés par les fourmilions. Les phéropodes ne s’épuisent jamais, on ne sait pas par quels moyens les phéropodes lancés sont remplacés. Le model viewer révèle une animation non utilisée montrant que le myrmidont lance ses phéropodes en utilisant ses petites griffes antérieures.

#### Houndeye
Ces petits animaux ne sont rencontrés que dans Half-Life, ils se déplacent habituellement en bandes de cinq-six individus. Ils ont trois pattes et une peau de couleur jaunâtre avec des rayures bleues sur le dos. À la place d’une tête se trouve un œil multifacettes protégé par une paupière simple. Ils communiquent apparemment par des séries de bruits aigus qui rappellent légèrement l’aboiement des chiens.
Le Houndeye (ou l’Œil-chasseur) est le vestige d’un autre type de créature qui devait être plus commune dans Half-Life. Originellement, elle s’appelait « Panthereye » et devait être similaire au Houndeye mais plus puissante. Le panthereye a été réintégré dans Point of View, un mod du jeu où le joueur contrôle un vortigaunt.
Isolé, l’œil-chasseur est une créature extrêmement peureuse. Les œil-chasseurs attaquent donc par groupes de trois ou plus en émettant des cris stridents dangereux se transformant en ondes de choc, capables de blesser ou même tuer. Ce comportement vient du fait que l’idée de départ de Valve était d’en faire des créatures neutres voire amicales, jusqu’à ce qu’il réalise que les testeurs les tuaient sans remords, alors les développeurs délaissèrent cette idée.
Bien que ce ne soit pas un de leurs traits vus le plus souvent, les œil-chasseurs sont carnivores, l’un d’entre eux est vu mangeant un cadavre de garde dans Half-Life: Blue Shift. La bouche de l’œil-chasseur est située sous son ventre, près de l’œil, garnie de ce qui semble être des dents incisives.
Selon Raising the Bar, les houndeyes devaient, au début, être des ennemis fréquents dans Half-Life 2, d’abord vus dans une vieille diapositive où eux et les bullsquids terroriseraient une banlieue américaine. L’œil à plusieurs faces de l’œil-chasseur aurait pu briller et refléter son environnement. Ils auraient pu évoluer en troupeaux, menés par un chef de meute, et avoir une vitesse de mouvement plus rapide.

#### Ichthyosaures
Les Ichtyosaures (Xenotherus Ichthycanthus) sont des créatures marines qui tirent leur nom d’un groupe de reptiles disparu, les ichtyosaures, avec lesquels ils partagent une taille volumineuse et une vie marine. Un scientifique dans Half-Life fait la remarque qu’ils ont été attrapés dans Challenger Deep (l’endroit le plus profond de l’Océan Pacifique) mais il est généralement admis que leur première apparition dans les eaux terrestres s’est faite durant l’incident de Black Mesa (ce qui est confirmé par leur nom scientifique).
L’ichtyosaure apparaît pour la première fois dans le chapitre « Appréhension » de Half-Life. On les rencontre dans les larges réservoirs d’eau comme le barrage hydroélectrique de Black Mesa ou les laboratoires inondés. Ils circulent placidement dans l’eau jusqu’à ce que quelqu’un mette un pas dedans. L’ichtyosaure est très dangereux car il n’est affrontable qu’en milieu aquatique, là où les armes puissantes sont inopérantes.
Dans Half-Life 2, il n’apparaît qu’une seule fois lorsque le Dr Kleiner téléporte Gordon Freeman par erreur sous l’eau, un ichtyosaure arrive pour attaquer Freeman lorsque celui-ci est re-téléporté. Bien que cette séquence soit scriptée, l’IA de l’ichtyosaure est bien programmée pour attaquer le joueur, ce qui pourrait indiquer que les développeurs prévoient d’autres rencontres.

#### Sangsues
La Sangsue (anglais : Leech) ─ est une créature vermiforme d’environ 20 cm de longueur et de couleur beige. Sa tête porte une bouche ronde garnie de dents pointues. Dans Half-Life, ces créatures semblent vivre en eau douce, n’apparaissant que dans les zones inondées de Black Mesa (hors de l’eau, les sangsues gisent sur le sol, inoffensives, et se débattent quelques secondes avant de mourir). Bien que n’occasionnant que peu de dégâts et pouvant être facilement éliminées avec le pied-de-biche (par exemple), elles peuvent rapidement accabler le joueur lorsqu’elles sont en grand nombre.
Dans Half-Life 2, les sangsues ont envahi les océans terrestres et sont rencontrées par Freeman sur la côte. Elles ont dévoré la plupart, sinon toutes, des espèces de poissons.
À noter qu’une fois l’hélicoptère de combat détruit dans Half-Life 2: Lost Coast, le pêcheur félicite le joueur et l’invite à Sainte Olga pour fêter cela en annonçant : « j’espère que vous aimez les sangsues ». Les sangsues, et certainement d’autres formes de vie de Xen, sont donc chassées et mangées par les humains voire les vortigaunts, qui semblent avoir un goût pour les crabes de tête. Le pêcheur indique d’ailleurs que les mouettes se nourrissent de sangsues également. 
Danger mineur dans Half-Life, elles se révèlent ici bien plus dangereuses, en tant qu’ennemi impossible à tuer, entourant et dévorant le joueur dès qu’il a le malheur de s’éloigner trop du rivage. Une façon d’empêcher le joueur d’atteindre les limites du niveau ou de sauter des obstacles.

#### Snarks
Le Snark (nommé ainsi en référence au poème de Lewis Carroll «  La chasse au Snark ») est une petite créature rouge bulbeuse avec un grand œil vert et de grosses mandibules. Les snarks attaquent toutes les créatures qui ne sont pas de leurs espèce.
Les snarks semblent coloniser un milieu en formant un sac dont ils n’émergent que pour attaquer. Ils sont très agressifs et attaquent constamment, sautant et mordant leur cible. En dépit de leur petite taille et de leur fragilité, ils sont très dangereux une fois en nombre, une de leurs morsures pouvant enlever un dixième de la vie du joueur. À chaque morsure, les créatures poussent un petit cri, qui est de plus en plus fort au fur et à mesure que le temps qui leur reste à vivre se raccourcit. En effet, après avoir attaqué une vingtaine de secondes, le snark explose dans un jet d’acide et un dernier cri.
Dans Half-Life, Gordon Freeman peut ramasser certains sacs de snarks (qui contiennent chacun cinq snarks) afin de les utiliser comme arme. Une fois relâché, le décompte de vingt secondes avant qu’il n’explose commence tandis que le snark se rue sur tous les adversaires dans son champ de vision (le snark peut se retourner contre le joueur si celui-ci n’a aucun ennemi à se mettre sous la dent). Dans Half-Life: Blue Shift, Barney Calhoun peut ramasser deux sacs de snarks dans l’antre du chumtoad caché sur Xen, seule occasion de Calhoun de manier une arme non conventionnelle dans le jeu. Un nid de snark est également présent dans le chapitre "Lutte d'influence", dans un conduit de ventilation que le joueur peut atteindre en agrippant à une grille ouverte. 
En multijoueur, les snarks constituent une arme qui amuse de nombreux joueurs dans les deathmatchs, comme lorsqu’un adversaire est vu poursuivi par un groupe de snarks.

#### Tentacles
Les tentacles sont de grandes créatures vertes formées d’un long corps segmenté qui soutient une tête qui se termine par un bec tranchant. La tête porte aussi une forme d’« œil » qui semble effectivement être un organe sensoriel, bien que la créature réagisse aux sons et aux vibrations du sol et semble plutôt aveugle. Les tentacules émanent habituellement de puits profonds dans lesquels ils peuvent se réfugier en cas de danger. La créature émet de longs cris caverneux, un peu proche du chant des baleines. Il y a aussi une certaine similarité entre les tentacules et le Gene Worm qui fait office de boss dans Half-Life: Opposing Force.
Généralement, plusieurs tentacules sont présents dans un même puits, ce qui pourrait signifier qu’ils ne soient que les appendices d’un plus gros organisme. En effet, après avoir rencontré les trois premiers tentacules de Half-Life, le joueur traverse le puits que les créatures occupaient. Le corps des tentacules au fond du puits montre une base en forme de bulbe où sont attachés les restes des trois tentacules. Bien que les tentacules apparaissent souvent en groupe, il existe des tentacules seuls. Le nombre de tentacules pourrait refléter l’âge ou le stade de développement de la base ou bien un support encore plus étendu avec des tentacules à plusieurs endroits.
Les tentacules attaquent les proies à proximité de leur puits. Lorsqu’ils sont à la recherche d’une proie, ils tapent doucement la zone alentour avec leurs têtes, mais lorsqu’un bruit ou une vibration est détecté, les tentacules attaquent furieusement et de manière répétée l’endroit où le bruit a été repéré. Lorsqu’un tentacule trouve la proie, il essaie de la tirer vers le puits, probablement pour la consommer et la digérer. Ce comportement se manifeste dans le jeu dans une scène scriptée où un tentacule saisit un scientifique et l’emporte dans le puits vers la base des tentacules.
Dans le jeu, les tentacules ne peuvent pas être détruits avec les armes du joueur mais tirer sur la tige amène le tentacule visé à se rétracter à l’abri temporairement. Il est très délicat de se déplacer à proximité, le joueur étant obligé de marcher silencieusement après avoir distrait la créature en faisant exploser des grenades, ce qui lui permet de traverser la zone dans un sprint.

### Panthereye
Les Panthereyes, ou « Œil de panthère » sont des prédateurs quadrupèdes de Xen. Ils peuvent tuer leurs proies en un saut, ce qui laisse penser que leur musculature est très puissante.

### Espèces évoluées

#### Alien Grunts
Les Alien Grunts sont des sortes de soldats de Xen. Imposants, forts, et extrêmement hostiles, les alien grunts sont armés sur le bras droit d’une arme biologique nommée Hiveland qui contient des hornets qu’elle tire comme un fusil. Les hornets (ou thornets) sont des sortes de frelons extraterrestres qui cherchent les cibles vivantes à proximité et les attaquent. Les hornets ressuscitent de manière infinie dans le Hiveland et sont donc des munitions illimitées. 
Les grunts peuvent aussi frapper quiconque s’approche trop près avec leurs gros bras qui se terminent par une pince. Ils possèdent plusieurs points communs avec les vortigaunts et possèdent un troisième bras vestigial comme toutes les espèces évoluées de Xen. Cependant, ils ne possèdent apparemment pas de pouvoirs énergétiques comme les vortigaunts et compensent ce manque en utilisant leur arme Hiveland. On peut penser que les grunts sont des vortigaunts combinés avec la technologie du Cartel, tout comme sur Terre des humains sont combinés avec la technologie du Cartel pour être des soldats. Ils seraient donc sur Xen ce que les soldats du Cartel sont sur Terre. À un moment du jeu, un groupe de grunts semble commander, ou du moins établir, un canon à énergie extraterrestre. Les grunts sont équipés d’une armure métallique qui protège leur aine et leurs épaules, ainsi que d’un casque et de chaussures. Ils utilisent les raies manta de Xen pour se déplacer vers les zones de combat.
Sur Xen, les alien grunts sont vus transportés dans une usine, stockés dans un container en forme de cosse. Cela signifierait que les grunts sont des êtres fabriqués, une idée confortée par le fait que leur armure semble chirurgicalement attachée à leur corps.

#### Controllers
Les Controllers sont des créatures qui lévitent dans les airs et qui ressemblent à des versions réduites du Nihilanth. Dans Half-Life et dans Opposing Force, ils n’apparaissent dans le Centre de Recherche de Black Mesa que lorsque Gordon Freeman est sur le point de se téléporter sur Xen où ils sont présents en très grand nombre. Ils sont rencontrés plus fréquemment dans Black Mesa même dans Half-Life: Decay durant les moments d'augmentation de l'activité de déplacement.
Les Controllers partagent plusieurs caractéristiques avec les vortigaunts, les gargantuas, les alien grunts et surtout avec le nihilanth, suggérant qu’ils appartiennent tous à des espèces proches. Comme les autres créatures intelligentes de Xen, ils ont un vestige de troisième bras au centre du thorax.
Les controllers ont une tête disproportionnée très large dont le crâne peut s’ouvrir pour révéler un pic ou un cône (à l’apparence mécanique). Ils attaquent en envoyant des boules d’énergie qu’ils créent dans leurs mains, de la même manière que le nihilanth. Ils peuvent aussi lancer des boules d’énergie depuis leur tête qui sont plus grosses avec une légère capacité de traçage et occasionnent des dégâts plus importants. Contrairement au nihilanth, les controllers ont de longues jambes et peuvent léviter sans l’assistance d’un support mécanique. On ne sait pas si cette capacité leur vient de leurs pouvoirs psychokinétiques ou de leurs parties qui semblent mécaniques.
Au cours de l’incident de Black Mesa, les controllers apparaissent très rarement. Ils ne sont réellement rencontrés qu’une fois sur Xen ou pendant l’ouverture du portail vers la nébuleuse.

#### Gargantuas
Comme son nom l’indique, le Gargantua est une créature immense, d’environ quatre mètres de haut. Il possède un œil unique de couleur jaune qui rougit lorsqu’il perçoit un ennemi. Son corps est essentiellement de couleur bleue et en lieu de mains, il possède deux appendices ressemblant à d’énormes griffes qui peuvent s’ouvrir pour envoyer des jets de flammes intenses. Il peut également envoyer une onde de choc sur ses adversaires en frappant le sol avec ses puissants pieds. Par sa grande taille, le gargantua se déplace rapidement et est très costaud : il peut détruire ou projeter les obstacles sur son chemin facilement. Les gargantuas sont des poursuivants très déterminés et peuvent attendre patiemment que leur cible ressorte d’une zone qu’ils ne peuvent pas atteindre pendant un laps de temps considérable avant de passer à autre chose.
Les gargantuas sont originaires de Xen et certains pensent qu’ils descendent de la même lignée que les vortigaunts en comparant certains de leurs traits physiques. Ainsi, la position des jambes et les pieds à sabot sont retrouvés chez ces deux espèces. Cependant, alors que les vortigaunts ont un troisième membre vestigial présent sur le thorax (ainsi que d’autres espèces évoluées de Xen), les Gargantuas ont à la place deux petits bras pointus. Certains pensent même que les gargantuas sont en fait proches des snarks.
On peut aussi penser que les gargantuas sont une combinaison entre les technologies du Cartel et de Xen et qu’ils sont un peu sur Xen ce que les striders dans Half-Life 2 sont à Cité 17, mais cette hypothèse n’est pas des plus convaincantes car les striders attaquent les humains et les gargantuas ne sont pas aperçus une fois tuant un alien.
Le gargantua fait souvent office de mini-boss. Les balles ne lui font pratiquement rien et il est quasiment impossible à éliminer ainsi. Une forte explosion ou un puissant choc électrique sont nécessaires pour le détruire. Dans Half-Life, il apparaît dans quatre chapitre : « Power Up », « Surface Tension », « Interloper », et « Nihilanth ». Dans Half-Life: Opposing Force, un gargantua est aperçu dans le chapitre « Foxtrot Uniform ». Dans la plupart des cas, il existe une manière de détruire le gargantua sans que le joueur n’épuise toutes ses munitions dessus (explosion, raid aérien… ). La démo Half-Life: Uplink montre l’arrivée d’un gargantua qui attaque le personnel de Black Mesa avant de se diriger lentement vers le joueur, mettant un terme à la démo.
Bien qu’il n’apparaisse pas dans Half-Life 2, le guide officiel Raising the Bar mentionne que quelque chose ressemblant à un gargantua devait être aperçu au début de Half-Life 2 pendant le trajet en train.

#### Nihilanth
Le Nihilanth (du latin nihil, rien et anth fleur, le haut de sa tête s’ouvrant comme des pétales) est l’entité qui dirige Xen et le boss ultime de Half-Life. Dans le jeu, Gordon Freeman est envoyé sur Xen pour éliminer le nihilanth car il est la seule force qui maintienne la faille dimensionnelle ouverte après que Freeman a lancé un satellite depuis Black Mesa pour inverser la résonance en chaîne. Il semble néanmoins que la mort du nihilanth ait déclenché une tempête de portail à l’origine de la Guerre des Sept Heures.
Physiquement, le nihilanth ressemble à un gigantesque fœtus humain avec une énorme tête disproportionnée par rapport au reste du corps lévitant dans une grande caverne de plusieurs dizaines de mètres de haut. Ses poignets portent des bracelets métalliques qui ressemblent à ceux portés par les vortigaunts — soutenant l’hypothèse que le nihilanth ne soit que l’esclave d’une force supérieure (probablement le Cartel). Il semble maîtriser le langage humain : lorsque Freeman arrive dans "l'usine" où sont produits les Alien Grunt, on peut l'entendre prononcer : "Seul... vous n'êtes pas seul... vous n'êtes pas seul...". De plus, lorsque Freeman arrive dans la salle où a lieu le combat final, il prononce "Freeman... Freeman...". Il semblerait que ce message soit transmit par télépathie puisque ses paroles sont audibles alors qu'il n'est pas présent dans la pièce où se trouve le joueur, excepté pour le combat final.

#### Vortigaunts
Les Vortigaunts sont des extraterrestres bipèdes qui sont notamment capables, en se concentrant, de projeter de puissantes salves énergétiques, ils s'en servent généralement pour recharger la combinaison après avoir été sauvés par le joueur en guise de remerciement. Dans le premier Half-Life, les vortigaunts faisaient partie des extraterrestres qui envahissaient Black Mesa, n’apparaissant au joueur que comme un ennemi standard. Ces extraterrestres étaient alors sous le joug du nihilanth, la mort de ce dernier à la fin du jeu ayant permis leur libération. Déportés sur Terre et de nouveau asservis, cette fois par le Cartel, on les retrouve dans Half-Life 2, mais cette fois aux côtés de la Résistance humaine contre le Cartel. Il n'est pas rare de les voir dans les rues ou dans certains bâtiment public en train de nettoyer ou d'entretenir certaines infrastructures ou objets. Ils sont généralement sous la surveillance d'un policier du Cartel. 
Les vortigaunts croient en une force invisible qu’ils appellent « Vortessence », une force invisible qui serait en quelque sorte le tissu de l’univers constitué de « cordons vortals » qui relierait toutes les entités existantes. C’est la faculté des vortigaunts à interpréter et à contrôler cette force qui est à l’origine de leurs pouvoirs électriques et télépathiques. L’emprise du nihilanth sur les vortigaunts a été également conquise grâce au contrôle de la Vortessence. La mort du nihilanth a eu pour conséquence de couper le « cordon vortal » qui les reliait à lui.
Ils possèdent leur propre mode de communication qu’ils appellent « mouvement de flux » mais ont appris depuis Black Mesa le langage des humains. La tournure de leurs phrases est cependant assez étrange, plutôt archaïque, avec des mots et des structures grammaticales peu utilisées par les humains. On ne sait pas si cette utilisation permanente d’un langage soutenu constitue un choix intentionnel de leur part ou non ; il se peut qu’il s’agisse simplement inconsciemment de zèle dans leur application rigoureuse du langage humain. Le trait le plus caractéristique de leur langage est l’emploi systématique de la troisième personne pour s’adresser aux humains, précédé d’un article défini (« Le Freeman », « L’Elie Vance » …). Dans la version originale d’Half-Life 2, les vortigaunts sont doublés par Louis Gossett Jr., choisi en partie pour son rôle d’extraterrestre dans le film Enemy (Enemy Mine).

## Race X
La Race X apparaît au cours de l’incident de Black Mesa quelques heures après la téléportation de Gordon Freeman sur Xen. Peu de choses transparaissent à son sujet, mais il semble que son but soit d’envahir la Terre. La Race X n’apparaît que dans Half-Life: Opposing Force où elle est combattue par Adrian Shephard.

### Gene Worm
Le Gene Worm est le boss final d’Half-Life: Opposing Force, et la plus mystérieuse entité de la Race X. Cette créature est l’équivalent d’un centre de gestion des ressources biologiques. Le gene worm est capable d’exploiter n’importe quelle forme de ressources naturelles de la Terre et de l’assimiler pour les besoins de sa race. Si l’un d’entre eux parvenait à traverser entièrement le portail vers la Terre et à entrer en fonction, il altérerait suffisamment la planète pour la transformer en un second foyer pour la Race X.
Physiquement, le gene worm est une créature verte, vermiforme, avec de nombreux tentacules. La tête possède une sorte de bec à la saillie et à la position similaires à celle des tentacules de Xen, deux yeux jaunes latéraux, et une bouche entourée par deux petits crochets et deux espèces de mandibules. Le gene worm attaque avec ses tentacules et sa bouche peut cracher une dangereuse biotoxine. 
Le gene worm se trouve dans ce qui semble être un secteur industriel abandonné dans les étages les plus inférieurs de Black Mesa et apparaît par un grand portail ouvert dans une pièce, qu’il a apparemment du mal à traverser entièrement. Un canon laser alimenté par des cristaux d’énergie de Xen est disposé de chaque côté de la pièce. Adrian Shephard est descendu vers le gene worm grâce à un garde de sécurité de Black Mesa, qui fait la remarque que « plusieurs de vos collègue soldats sont descendus plus tôt, et je ne les ai jamais revus depuis. » Ces soldats ont juste réussi à monter les armes lourdes visibles devant le portail avant leur mort probable, bien qu’aucune trace de leurs corps ne soit décelable.
Sa peau étant insensible aux attaques, le joueur doit aveugler la créature en tirant dans ses deux yeux avec les canons laser disposés des deux côtés du gene worm. Cela l’oblige à reprendre des forces en ouvrant sa cavité abdominale, révélant un orbe d’énergie par lequel un shock trooper se téléporte. Le joueur peut infliger de lourds dommages internes au gene worm en tirant sur cet orbe.

### Pit Drones
Les Pit Drones sont les premiers représentants de la Race X rencontrés dans le jeu. Ce sont de petites créatures bipèdes à la peau verte. Le dessus de la tête porte plusieurs grosses épines et, autour de la bouche, se trouvent des sortes d’appendices.
Les deux bras du pit drone se terminent par de longues griffes aux allures de faux qu’il utilise pour attaquer. Rapides et assez intelligents, les pit drones agissent en groupes de cinq ou six afin d’entourer et de déborder leur proie. Ils ont deux types d’attaques : attaquer à distance en projetant les épines de leur tête, ou foncer vers la cible pour lui asséner des coups de griffes. Certains pit drones semblent dépourvus d’épines, bien que les emplacements soient visibles sur leur front. Peut-être par souci des développeurs d’offrir diverses situations de combat avec ces créatures, en en forçant certaines à charger.

### Pit Worm
Rencontré dans le Centre de Retraitement des Déchets de Black Mesa, le Pit Worm ressemble un peu à un ver gigantesque. Son corps est segmenté, chaque segment portant une petite paire de pattes ventrales griffues (peut-être utilisées pour le déplacement). Dans les derniers segments, la petite paire de pattes est remplacée par une paire de grandes pattes latérales et le dernier segment porte deux grandes pattes-mâchoires. Au bout des segments se trouve une tête avec un œil énorme et deux grands crochets au niveau de la bouche. 
L’œil de la créature est aussi son arme principale, capable de tirer un faisceau d’énergie sur ses ennemis. Si l’ennemi est trop près, le worm attaque avec ses pattes-mâchoires (qui sont en forme de pince). Si le pit worm est blessé à l’œil, il recule, se protégeant avec ses griffes quelques secondes avant de riposter agressivement.
Dans le jeu, le pit worm joue un rôle d’obstacle similaire au passage avec les tentacules de Half-Life, le joueur ne pouvant pas l’éliminer par les méthodes conventionnelles mais en utilisant les ressources de son environnement.

### Shock Troopers
Les Shock Troopers sont des créatures humanoïdes avec quatre bras et une posture rappelant vaguement celle des vortigaunts. Leur peau est d’un bleu pâle, leur tête n’a qu’un seul œil et porte quatre tentacules autour de la bouche. 
Les shock troopers sont souvent rassemblés en petits groupes, combattant souvent aux côtés d’autres extraterrestres de la Race X. Les shock troopers poussent d’étranges bruits (ressemblant à des sons électroniques) pour communiquer entre eux. Avec un peu d’expérience, le joueur peut apprendre à reconnaître certaines de ces « phrases » lancées par les créatures avant une attaque, et agir en conséquence.
Ils maîtrisent une technologie de téléportation qu’ils utilisent pour entrer ou sortir de la zone de combat. Ils contrôlent aussi la téléportation des pit drones et des voltigores. À noter qu’à un moment, le joueur observe un shock trooper en train de saisir un scientifique avant de se téléporter avec, une méthode d’enlèvement efficace.
Leur arme principale s’appelle le shockroach, une arme biologique qui rappelle celle des alien grunts et qu’ils portent sur leur bras inférieur droit. Le shockroach est une créature vivante qui tire des boules d’énergie et qui se recharge constamment, toute seule. Lorsque son shock trooper meurt, le shockroach se détache et attaque la menace de la même manière que les crabes de tête. Les shock troopers peuvent aussi lancer des spores pour attaquer les ennemis éloignés. 
Les bébés shock troopers ressemblent à des têtards avec seulement une tête et un tronc avec des tentacules traînant à l’arrière. En plus de leur petite taille et de leur absence de membres, les bébés shock troopers possèdent des branchies et deux petits yeux. Ils sont amphibiens et ne peuvent se déplacer hors de l’eau. Les bébés shock troopers peuvent lancer le même type de spore que les adultes et l’un d’eux est utilisé par Shephard comme arme.

### Étranges lumières
Prenant l’aspect d’une boule de lumière, les étranges lumières (anglais : Sprites) sont des créatures qui peuvent être vues en train de flotter à travers Black Mesa à plusieurs reprises, et de plus en plus fréquemment dans les derniers niveaux du jeu. Les sprites ne peuvent pas blesser le joueur et le joueur ne peut pas les blesser. Ces créatures semblent parfois même guider le joueur, se dirigeant par la suite toutes vers le portail par lequel arrive le gene worm, et agissant apparemment comme conducteur d’énergie pour activer le portail qui connecte les deux mondes. Il n’est pas sûr s’il s’agit bien d’êtres vivants ou d’une technologie de la Race X.

### Voltigores
Les Voltigores, qui ne doivent pas être confondus avec les vortigaunts, sont d’imposantes créatures qui servent d’infanterie lourde à la race extraterrestre. Ils possèdent quatre pattes et deux bras qui se terminent par des griffes en forme de faux, et portent des rayures pourpres sur leur grosse carapace. Ces créatures ont la capacité d’utiliser l’électricité pour réaliser de dangereuses attaques. Au combat rapproché, ils préfèrent attaquer avec leurs griffes. À leur mort, leur carapace explose, blessant les créatures alentour.
La forme juvénile de ces extraterrestres est rencontrée plus tard dans le jeu. Plus petits et plus faibles, d’une couleur plus claire et encore incapables de réaliser l’attaque énergétique, les bébés voltigores ne sont présents que dans les nids cachés dans les souterrains et sous la garde rapprochée des adultes. Leurs cris sont proches des cochons.